# Visual;Conference
Les conférences Visual;Conference sont une série de conférences anglophones annuelle fondée en 2017 par Randy « Agilis » Au au sujet des secteurs du visual novel / roman vidéoludique japonais et anglophone (jeux dits « OELVN », « Original English Language Visual Novel », litt. « roman vidéoludique originellement anglais », jeux écrits à l'origine en anglais et non en japonais comme dans la majorité des cas). Elle est historiquement la première série de conférences occidentale parlant de ce genre de jeu. L'accès aux conférences en direct est payant, mais les rediffusions sont gratuites et disponibles sur YouTube. Les conférences sont organisées par Randy « Agilis » Au, connu pour être l'un des deux traducteurs anglophones du jeu Narcissu: Side 2nd, en partenariat avec la société d'édition et de traduction Sekai Project.

## Éditions
- Édition 2017 : 20 interventions (dont cérémonies d'ouverture et de fin) ; 15 intervenants[3]
- Édition 2018 : 22 interventions (dont cérémonies d'ouverture et de fin)
- Édition 2019 : 22 interventions (dont cérémonies d'ouverture et de fin)
- Édition 2020 : 22 interventions (dont cérémonies d'ouverture et de fin)
- Édition 2021 : 20 interventions (dont cérémonies d'ouverture et de fin) ; 20 intervenants[4]

## Visual;Podcast
Visual;Podcast est une série de podcasts lancée en février 2018 interviewant des acteurs du secteur des visual novels. Le premier épisode ouvrant la série est une interview de Chris Ling, PDG de Sekai Project. La série est en pause depuis juillet 2018.

## Voir également
- Visual novel
- Conférence
- Sekai Project